# Bogusław Klimczuk

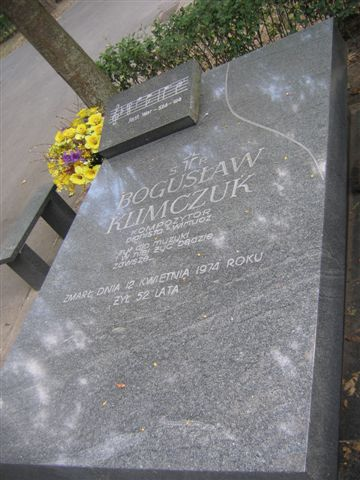
Nagrobek Bogusława Klimczuka na Cmentarzu Wojskowym na Powązkach w Warszawie

Bogusław Klimczuk, ps. Ryszard Marecki (ur. 19 października 1921 w Kozienicach, zm. 12 kwietnia 1974 Warszawie) – polski kompozytor, pianista, dyrygent.

## Biografia
Był absolwentem Konserwatorium Warszawskiego. Tuż po wojnie prowadził znany zespół „Boogie Band”, w którym grał na fortepianie. Jako pierwszy w Polsce tworzył muzykę bebopową. Od 1959 współpracował z Polskim Radiem (był twórcą Radiowego „Studia M2”). Tworzył muzykę instrumentalną, orkiestrową, pieśni, kantaty oraz operetki i musicale (Och, Laleczko!). Jego radiowa orkiestra występowała na festiwalach w Opolu i Sopocie. Był autorem popularnych rozrywkowych audycji radiowych: Piosenka od ręki, Radiowa piosenka miesiąca i in. Jego dorobek to ok. 250 piosenek, w tym takie przeboje jak: „Cóż wiemy o miłości” (słowa Andrzej Kudelski), „Czarny Alibaba”, „Andriusza” i „Rudy rydz”.
Od 2002 w Kozienicach organizowany jest Ogólnopolski Festiwal Piosenki jego imienia.
Pochowany na Cmentarzu Wojskowym na Powązkach w Warszawie (kwatera C29-4-17).

## Piosenki
- „Zawstydzona” (słowa Stanisław Grochowiak, wyk. Krzysztof Cwynar)
- „Powiedz ile trzeba próśb” (słowa A.Hosper, wyk. Krzysztof Cwynar)
- „Asmodeusz” (słowa Tadeusz Urgacz, wyk. Maria Koterbska)
- „Cóż wiemy o miłości” (słowa Andrzej Kudelski)
- „Czarny Ali Baba” (słowa Tadeusz Urgacz, wyk. Helena Majdaniec i Andrzej Zaucha)
- „Jabłuszko pełne snu” (słowa Tadeusz Urgacz, 1964, wyk. Mieczysław Wojnicki)